# Religulous

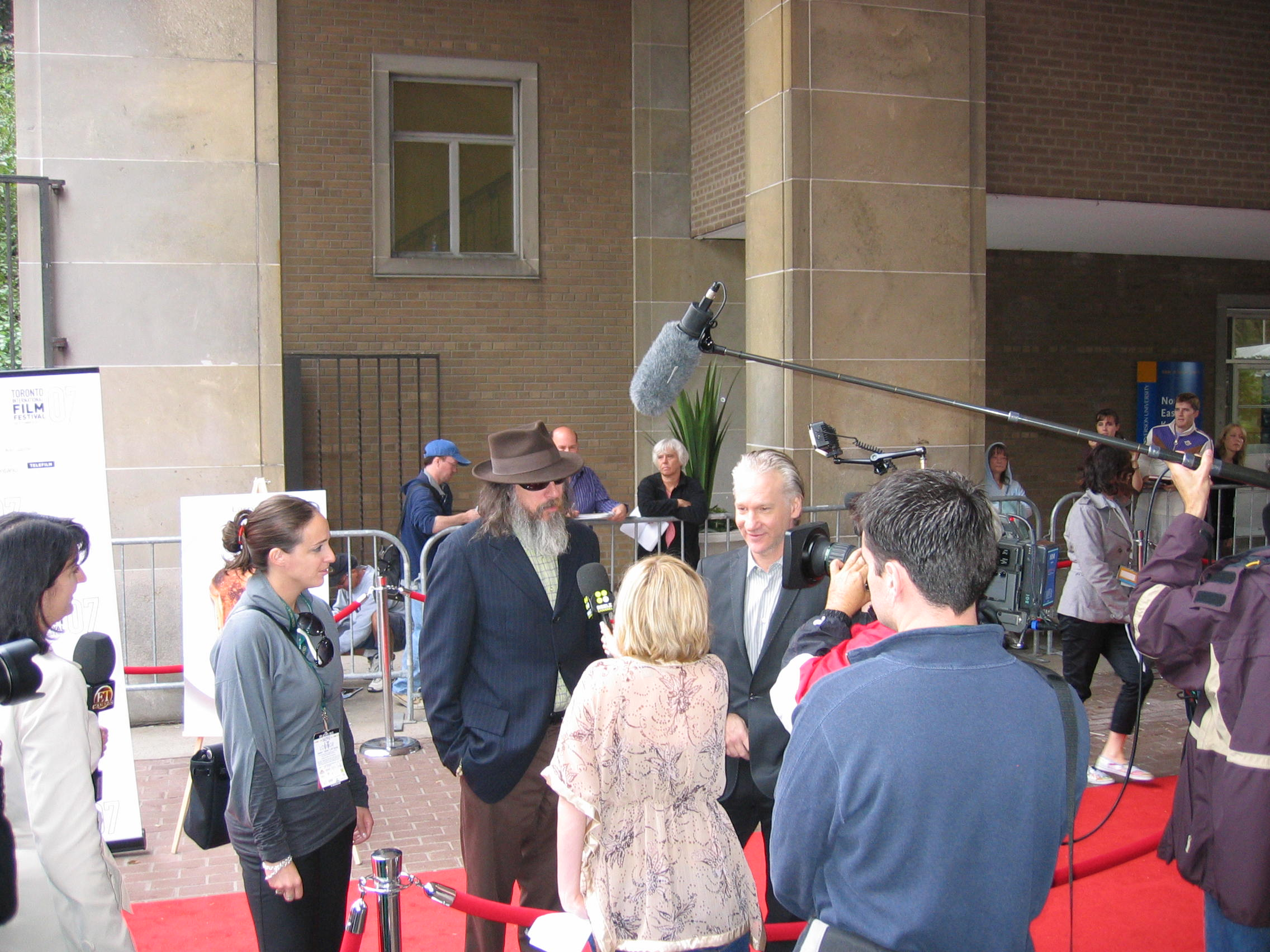
Larry Charles und Bill Maher sprechen über ihren Film "Religulous", Toronto International Film Festival 2007

Religulous [rɨˈlɪgjʊləs] (Kofferwort gebildet im engl. aus religion – Religion – und ridiculous – lächerlich) ist ein US-amerikanischer satirischer Dokumentarfilm aus dem Jahr 2008. Das Drehbuch stammt von dem politischen Satiriker und Agnostiker Bill Maher, der zugleich im Mittelpunkt des Films steht. Regie führt Larry Charles. Der Film ähnelt im Stil teilweise dem Film Borat desselben Regisseurs, es handelt sich bei Religulous aber anders als bei Borat nicht um eine Mockumentary. Inhaltlich geht es um Religionsgemeinschaften und Glauben. Im Mittelpunkt stehen insbesondere, aber nicht nur, radikale Gläubige.
Im deutschsprachigen Raum erschienen der Film und die DVD mit dem Titel RELIGULOUS – Man wird doch wohl fragen dürfen.

## Inhalt
Kernbestandteil des Films sind Interviews. Hierbei werden von Maher einerseits Vertreter und Führungspersonen verschiedener Organisationen und Bewegungen interviewt, beispielsweise Kreationisten, Fernsehprediger oder der US-Senator Mark Pryor. Anderseits kommen Wissenschaftler, Politiker und weitere Personen (beispielsweise ein Mitarbeiter der Vatikanischen Sternwarte oder ein antizionistischer Jude) zu Wort, die diesen widersprechen. Maher besucht auch das Creation Museum und das Holy Land Experience.

## Auswertung
Die Weltpremiere des Films fand am 6. Oktober 2008 am Toronto International Film Festival in Kanada statt. Der reguläre Kinostart erfolgte am 3. Oktober in Kanada und den USA. Nach weiteren Festivalpräsentationen in Europa startete der Film ab November auch in einigen europäischen Ländern im regulären Kinobetrieb. In Schweizer Kinos wurde der Film ab 13. November gezeigt. Die deutsche Kinopremiere erfolgte am 2. April 2009, die österreichische am 3. April.

## Kritiken
Der Film wurde von Kritikern überwiegend positiv aufgenommen. Häufig wird dabei der Humor des Films und die versuchte Entlarvung selbsternannter Religionsführer durch kritische Interviews gelobt. Kritisiert werden aber die manipulativen Absichten der Produzenten und das niedrige Niveau der argumentativen Auseinandersetzungen. Bei den Satellite Awards 2008 wurde Religulous als bester Film nominiert.
Spiegel Online bezeichnete den Film als einen „teilweise extrem witzigen, kurzweiligen Dokumentarfilm“.
Die Zeit schrieb: „Religulous ist das prototypische Produkt einer Zyniker-Guerilla, welches an den klamaukischen Anarchismus von Borat lange nicht heranreicht, in seiner ätzenden Inquisitions-Attitüde aber streckenweise höllisch kurzweilig ist“. und „Der Film bietet eine bunte Mischung von unbeirrbaren Gläubigen, deren Lächeln nur mühsam eine zähnefletschende Aggressivität verbirgt, und geldgierigen Predigern, das alles garniert mit witzigen Fernsehclips.“
Die Süddeutsche Zeitung fand, dass der Film auf „einem argumentativ bemerkenswert niedrigem Niveau stattfindet … und dennoch ein sehr lustiger und sehenswerter Dokumentarfilm geworden ist“.
Die Welt meinte, dass „Religulous wirklich lustig ist, es sich Larry Charles unterm Strich aber zu einfach macht … trotzdem ist der ‚Religulous‘ sehenswert auch für Gläubige. Denn das Lachen kommt ja bekanntlich von Gott. Und die Absurdität vieler religiöser Lehren hat ein großes Humorpotenzial“.
ZDF.de schrieb: „Zweifel statt Sicherheit – dafür steht ‚Religulous‘ auf wohltuende Weise: ein etwas verstörender und wahnsinnig komischer Dokumentarfilm über die größte Fiktion aller Zeiten.“
Der Bayerische Rundfunk meinte: „Ein politisch höchst unkorrektes Roadmovie, aber durchaus unterhaltsam. … Das Lachen könnte einem hier und da aber durchaus im Halse stecken bleiben, denn die Gläubigen werden, in der Regel nichts ahnend, von Maher vorgeführt und aufs Übelste der Lächerlichkeit preisgegeben, auch indem man ihren Aussagen den ursprünglichen Kontext entzieht.“
In der Kronen-Zeitung schrieb Christina Krisch: „Anstatt weise Konfrontationslust zu schüren wählt Borat-Autor und Regisseur Larry Charles die respektlose Provokation und grobe Polemik als Stilmittel, und er setzt dabei auf ketzerisch-manipulative Schnittechniken. Ein satirischer Kreuzzug, der aber die Scientology-Lehre kaum tangiert! Ein himmlisches Wunder in der Tat, dass sich die Gläubigen überhaupt auf diesen Spötter eingelassen haben!“
Negativ angerechnet wurde Maher das unkommentierte Einbeziehen der islamfeindlichen Haltung des niederländischen Rechtspopulisten Geert Wilders.
In einer Kritik für die New York Times schrieb Stephen Holden, dass Maher christliche Fundamentalisten anders als jüdische und islamische beurteilen würde. Kritiker Philip Weiss warf Maher vor, islamische und christliche Fundamentalisten zu kritisieren, während er jüdischen Fundamentalisten einen Freifahrtschein ausstellen würde. Sam Greenspan meint, dass Maher Juden mit Samthandschuhen anfassen würde.